# Instituto de Crédito Territorial
Instituto de Crédito Territorial (ICT o Inscredial) fue una entidad colombiana que tenía el objetivo de construir viviendas de interés social, creada en 1939 y fue liquidada y reemplazada por el Instituto Nacional de Vivienda de Interés Social y Reforma Urbana (Inurbe) en 1991.

## Historia

### Fundación
Fue creado en 1939 por el gobierno de Eduardo Santos. Fue una de las entidades que más viviendas construyó en Colombia, desde su fundación hasta 1991, siendo clave en los proyectos de viviendas durante estas décadas, aportando a la urbanización y afrontando el crecimiento demográfico del país.

### Evolución
En los años 50 se construyeron urbanizaciones como Los Alcázares, Muzú y Quiroga en Bogotá. Entre 1957 y 1970 se construyeron el Centro Urbano Antonio Nariño, la Unidad Residencial Hans Drews Arango. Otro proyecto fue Ciudad Kennedy, o Ciudad Techo y Timiza en Bogotá, con el apoyo de la Alianza para el progreso con Estados Unidos. En 1958 aparece el barrio Simón Bolívar en Barranquilla. En Cartagena también se desarrollan proyectos. Aparece también el Departamento de Diseño.
En Pereira, se construyeron los Barrios Boston, en la salida a Armenia y Barrio Cuba, en la salida hacia Altagracia, y muy cerca al Aeropuerto Matecaña.
También el Barrio Libare 2, junto al Estadio Mora Mora, y que después de 1963, cambiaria su nombre a Kennedy, en homenaje al inmolado Presidente de EEUU
Para 1968 se destinaron 600 millones de pesos para vivienda en Colombia. En 1971 aparece el proyecto El Tunal en Bogotá. En Medellín aparecen proyectos de vivienda en la ciudad. En Envigado (Antioquia) aparece el barrio El Trianón. Son creados por el gobierno de Misael Pastrana las Corporaciones de Ahorro y Vivienda (CAV’s) y la Unidad de Poder Adquisitivo Constante (UPAC).
Para la época se inician nuevos proyectos de vivienda en Bogotá como el barrio Garcés Navas (1967), La Española (1970) Quirigua y La Serena. Aparecen en los mismos años los barrios: San Cayetano I y II (1971), Villa Luz (1972), Floridablanca 2.º sector (1972), Tisquesusa (1973), Villa Gladys (1973), Ciudad Bolivia (1975), Urbanización La Isabela (1976), Molino de Viento (1976), en 1978 Ciudad Bachué, Santa Cecilia (1980) y Bochica (1981).

### Liquidación
En 1991, fue liquidada y reemplazada por  Instituto Nacional de Vivienda de Interés Social y Reforma Urbana (Inurbe), que a su vez fue liquidada en 2003, siendo reemplazada por el Ministerio de Ambiente Vivienda y Desarrollo Territorial.